# Beursgenoteerde Nederlandse ondernemingen
Nederlandse beursgenoteerde ondernemingen zijn bedrijven met een notering aan de Euronext Amsterdam.

## Verplichtingen
Verslaggeving 
Met de beursnotering krijgt een vennootschap verplichtingen op het gebied van haar financiële verslaggeving. Zo moet zij haar (geconsolideerde) jaarrekening volgens de IFRS-standaarden opmaken en geldt dat de inhoud van het bestuursverslag in overeenstemming moet zijn met de Nederlandse Corporate Governance Code 2016.
Er gelden ook afwijkende eisen met betrekking tot het vaststellen en publiceren van de financiële verslaggeving ten opzichte van vennootschappen die geen beursnotering hebben. Voorts geldt de verplichting om eens in het halve jaar de financiële verslaggeving te publiceren. Beursvennootschappen kennen binnen hun groep geen mogelijkheid tot vrijstelling van de tussenconsolidatie van hun holding of publicatieplicht van deze. Het jaarverslag dient te worden gecontroleerd en goedgekeurd door een accountant(organisatie) die daarvoor een vergunning van de Autoriteit Financiële Markten (AFM) nodig heeft. Daarmee mag zij voor hoogstens vijf jaren de controle uitvoeren, daarna dient er een wisseling plaats te hebben. 
Transparantie 
Er gelden eisen voor de tijdige publicatie van koersgevoelige informatie dit om marktmisbruik, zoals de handel op basis van voorwetenschap, en marktmanipulatie tegen te gaan. Eveneens dienen wijzigingen van belangen van aandeel- of certificaathouders, bestuurders, commissarissen, deelnemingen en/of in shortposities te worden doorgegeven aan de toezichthouder AFM. Deze instantie houdt tevens toezicht indien een marktpartij een bod doet op de aandelen en/of certificaten van een beursvennootschap. Bestuurders en commissarissen van de vennootschap worden door de AFM getoetst op betrouwbaarheid en geschiktheid voordat zij worden benoemd.
Diversiteit
Voor Nederlandse beursgenoteerde bedrijven geldt op 1 januari 2016 het streefcijfer om 30% vrouwen in de Raad van Bestuur en in de Raad van Commissarissen te hebben. Uit een onderzoek van april 2016 blijkt dat geen van de bedrijven deze zachte vorm van vrouwenquotum heeft gerealiseerd en voor 18 bedrijven staat zelfs geen enkele vrouw aan de top.

## Beursgenoteerde bedrijven
Hieronder een bijna complete lijst van bedrijven waarvan de aandelen aan Euronext Amsterdam genoteerd zijn.
- Aalberts Industries
- ABN Amro
- Accsys
- Adyen
- Aedifica
- Aegon
- Ahold Delhaize
- Air France-KLM (FR-NL)
- Ajax NV
- AkzoNobel
- Alfen
- Allfunds
- Altice Europe
- Alumexx
- AMG
- Acomo
- Aperam
- Arcadis
- ArcelorMittal
- ASM International (ASMI)
- ASML
- ASR Nederland
- Atrium European Real Estate
- Avantium
- Azerion
- B&S Group
- BAM Groep
- Basic-Fit
- BE Semiconductor Industries (BESI)
- Bever Holding
- Boussard
- Brunel International
- CM.com
- Coca Cola Europe
- Corbion
- Core Laboratories
- Ctac
- Curetis
- CVC Capital Partners
- DGB Group
- DPA Groep
- DSM-Firmenich
- Ease2Pay
- Ebusco
- Envipco
- Eurocastle Investment
- Eurocommercial
- Euronext
- Exor
- Fagron
- Fastned
- Flow Traders
- FNG
- ForFarmers
- Fugro
- Galapagos
- HAL Trust
- Havas
- Heijmans
- Heineken
- Holland Colours
- Hydratec
- IEX Group (voorheen Alanheri en de Witte Molen)
- IMCD
- InPost
- Intertrust
- JDE Peet's
- Just Eat Takeaway
- Kardan
- Kendrion
- Kiadis
- KPN
- Lavide Holding (voorheen Qurius en Magnus)
- Marel
- MKB Nedsense
- Morefield Group
- Nedap
- NEPI Rockcastle
- New Sources Energy
- Neways
- NN Group
- Novisource
- NSI
- NX Filtration
- OCI
- Oranjewoud
- Pershing
- Pharming
- Philips
- Porceleyne Fles
- PostNL
- PPLA
- Prosus
- Randstad
- Reinet Investments
- RELX (GB-NL)
- Renewi
- Retail Estates
- Rood Microtec
- Shell (GB)
- SBM Offshore
- Sif Group
- Signify
- Sligro
- Stern Groep
- Tetragon Financial Groep
- Theon
- Thunderbird
- TIE Kinetix
- TKH Group
- TomTom
- Unilever (GB)
- Universal Music Group
- Van Lanschot Kempen
- Value8
- VastNed Retail
- Vivoryon
- Volta Finance
- Vopak
- WDP
- Wereldhave
- Wolters Kluwer

## Voormalig beursgenoteerde Nederlandse bedrijven

### Faillissement
- DAF (herstart onder Volvo, waarbij DAF Trucks zelfstandig bleef)
- Dico
- Fortis
- KPN Qwest
- Macintosh Retail Group
- Van der Moolen
- Imtech
- Spyker Cars

### Overname
- Accell Group (2022: overname door investeringsmaatschappij Kohlberg Kravis Roberts & Co. (KKR) en Teslin)
- Ballast Nedam (2016: overname door bouwbedrijf Renaissance Construction)
- Beter Bed (2023: overname door Torqx)
- Boskalis (2022: overname door HAL Investments)
- Corporate Express (2008: overname door Staples Inc.)
- Crucell (2010: overname door Johnson & Johnson)
- Delta Lloyd (2017: overname door NN Group)
- Draka (2011: overname door Prysmian)
- GrandVision (december 2021: overname door EssilorLuxottica)
- Getronics (2007: overname door KPN)
- GeoJunxion, (2023: bod op alle aandelen, voormalige AND Publishing)
- Grolsch (2009: overname door SABMiller)
- Grontmij (2015: overname door Sweco)
- Hagemeyer (2008: overname door Rexel)
- Hunter Douglas (2022, overgenomen door Braziliaans-Amerikaanse investeringsmaatschappij 3G)
- HITT (overgenomen door Saab)
- Koninklijke Ten Cate (overname door een fonds van private-equity investeringsmaatschappij Gilde)
- Logica (GB-NL) (2012: overname door CGI Group)
- NIBC (2021: overname door Blackstone Group)
- Nutreco (2015: overname door SHV Holdings)
- Numico (2007: overname door Danone)
- Océ (2011: overname door Canon)
- Ordina (2022: overname door Sopra Steria Group)
- Royal Reesink (overname door een fonds van private-equity investeringsmaatschappij Gilde)
- Stork (2009: overname door private-equityfonds)
- Super de Boer (2009: overname door Jumbo)
- VNU (2007: overname door private-equityfondsen)
- Telegraaf Media Groep (2017: overname door Mediahuis en VP Exploitatie)
- TNT Express (2016: overname door FedEx)
- SNS Bank (op 1 februari 2013: genationaliseerd)
- USG People (2016: overname door Recruit Holdings)
- VolkerWessels (2020: overname door grootaandeelhouder Reggeborgh
- Wavin (2012: overname door Mexichem)
- Wegener (2015: overname door het Belgische bedrijf De Persgroep)
- Ziggo (2014: overname door Liberty Global)